# FH Водолея
FH Водолея (лат. FH Aquarii) — одиночная переменная звезда в созвездии Водолея на расстоянии (вычисленном из значения параллакса) приблизительно 14362 световых лет (около 4403 парсеков) от Солнца. Видимая звёздная величина звезды — от +14,3m до +13,2m.

## Характеристики
FH Водолея — жёлто-белая пульсирующая переменная звезда типа RR Лиры (RRAB) спектрального класса G-F. Эффективная температура — около 6066 К.